# Jorge Aparicio
Jorge Eduardo „Pulpo” Aparicio Grijalva (ur. 21 listopada 1992 w mieście Gwatemala) – gwatemalski piłkarz występujący na pozycji defensywnego pomocnika, reprezentant Gwatemali, od 2024 roku zawodnik Xelajú MC.

## Kariera klubowa
Pochodzi ze stołecznego miasta Gwatemala i jest wychowankiem akademii juniorskiej tamtejszego potentata Comunicaciones FC. Przeszedł w niej wszystkie szczeble wiekowe, występując tam wraz ze swoim bratem Manuelem Aparicio. Z rezerwami Comunicaciones o nazwie Cremas B awansował najpierw z czwartej do trzeciej ligi, a następnie z trzeciej do drugiej. Równolegle jesienią 2011 został włączony do pierwszej drużyny przez trenera Ivána Franco Sopegno, jednak w gwatemalskiej Liga Nacional zadebiutował dopiero 9 października 2013 w wygranym 3:0 meczu z Heredią, wskutek kontuzji kapitana Rigoberto Gómeza. Pierwszego gola w lidze strzelił 29 marca 2014 w wygranym 6:0 spotkaniu z Coatepeque. Wraz z Comunicaciones wywalczył historyczne sześć mistrzostw Gwatemali z rzędu (Apertura 2012, Clausura 2013, Apertura 2013, Clausura 2014, Apertura 2014, Clausura 2015) oraz dwa wicemistrzostwa Gwatemali (Apertura 2011, Clausura 2016), od 2013 roku jako podstawowy zawodnik.
W czerwcu 2018 Aparicio podpisał dwuipółletni kontrakt z chorwackim NK Slaven Belupo. W Prva HNL zadebiutował 29 lipca 2018 w zremisowanej 1:1 konfrontacji z Istrą 1961. Jego pobyt w Chorwacji okazał się nieudany; był wystawiany na nienaturalnej dla siebie pozycji bocznego pomocnika, a jego pozycja w drużynie znacznie osłabła po zmianie trenera (Tomislava Ivkovicia zastąpił Ivica Sertić). Już po pół roku odszedł z klubu i powrócił do Gwatemali, zasilając ówczesnego mistrza, Deportivo Guastatoya. Tam występował przez rok, po czym nie doszedł do porozumienia w kwestii przedłużenia umowy.
W styczniu 2020 Aparicio powrócił do swojego macierzystego Comunicaciones FC.

## Kariera reprezentacyjna
W seniorskiej reprezentacji Gwatemali Aparicio zadebiutował za kadencji selekcjonera Ivána Franco Sopegno, 14 sierpnia 2014 w wygranym 3:0 meczu towarzyskim z Nikaraguą. W lipcu 2015 został powołany na Złoty Puchar CONCACAF. Tam rozegrał wszystkie trzy spotkania w pełnym wymiarze czasowym, a Gwatemalczycy odpadli z turnieju już w fazie grupowej.
W listopadzie 2020 Aparicio wraz z Alejandro Galindo i Carlosem Mejíą został odsunięty od reprezentacji przez selekcjonera Amariniego Villatoro za złamanie wewnętrznego regulaminu drużyny – opuścili oni zgrupowanie i udali się na imprezę. Gwatemalski Związek Piłki Nożnej wykluczył za to zachowanie całą trójkę piłkarzy ze wszystkich rozgrywek klubowych i reprezentacyjnych na dwa lata. Ostatecznie kara została w drugiej instancji skrócona do trzech miesięcy.